# Linia kolejowa Malhowice – Chyrów
Linia kolejowa Malhowice – Chyrów – linia kolejowa na zachodniej Ukrainie, w obwodzie lwowskim, łącząca stację Chyrów ze stacją Niżankowice i prowadząca dalej do granicy z Polską, za którą znajduje się przystanek osobowy Malhowice.
Linia stanowi kontynuację polskiej linii nr 102 po stronie ukraińskiej i jest częścią ciągu Przemyśl Główny–Malhowice–Niżankowice–Chyrów–Krościenko–Sanok, po którym prowadzony był rozkładowy ruch pociągów. Powstała od maja do grudnia 1872 r. jako Pierwsza Węgiersko-Galicyjska Kolej Żelazna zwana magistralą transkarpacką i łączyła Przemyśl przez Zagórz i Łupków z Budapesztem.
Przed II wojną światową znajdowała się w Polsce, po zmianie granic ruch nie został zawieszony. Na radzieckim odcinku trasy zastosowano splot toru normalnego z szerokim, dzięki czemu przejazd polskich pociągów odbywał się bez konieczności zmiany wózków. Polskie pociągi dalekobieżne na terenie ZSRR traktowano jako tranzytowe. Składy były niedostępne dla radzieckich podróżnych, polscy pasażerowie nie mieli możliwości wysiadania, a nawet otwierania okien, zaś pociągi jechały pod eskortą. Przejazd pociągiem był jedną z atrakcji wyjazdu w Bieszczady.
W trakcie przygotowywania wymiany terytoriów z 1951 roku planowano, by cała linia Przemyśl–Zagórz znalazła się na terytorium Polski, jednak Związek Radziecki zażądał dopłaty w złocie, której Polska odmówiła.
Ruch pasażerski na linii odbywał się do 1994 roku i obejmował m.in. pociąg pośpieszny Warszawa–Zagórz. W kolejnym roku linia została wyremontowana, zastosowano podkłady umożliwiające zainstalowanie splotu torów, jednak szyn dla europejskiego rozstawu nie zainstalowano. Równocześnie druga część transgranicznego połączenia, tj. linia Sanok–Chyrów pozostawała czynna do 2010 roku. W 2013 roku na linii realizowano prace rozbiórkowe, w ramach których rozbierano częściowo tor o rozstawie 1435 mm. Od 2016 roku prowadzone były prace przygotowawcze do otwarcia kolejowego przejścia granicznego w Malhowicach. Jesienią tego samego roku aktywiści i kolejarze wykonali prace w celu oczyszczenia nieprzejezdnego szlaku.
W lutym 2023 roku zakończono trwającą prawie rok odbudowę i remont linii. Ponownie na linii położono tor ze splotem umożliwiającym kursowanie pociągów o rozstawie osi 1520 i 1435 mm. Ukraińska linia została połączona z polską linią nr 102, wybudowaną bez splotu, jedynie w rozstawie 1435 mm, której remont zakończył się we wrześniu 2022 roku. Jednocześnie w lutym 2023 roku oddano do użytku wyremontowaną linię kolejową Sambor–Starzawa.
W przypadku reaktywacji ruchu z Przemyśla Głównego do Ustrzyk Dolnych byłaby to jedyna linia kolejowa łącząca dwa miasta Unii Europejskiej przez terytorium leżące poza Unią.